# Isarión de Alejandría
Isarión de Alejandría (en griego antiguo: Ἰσαρίων Ἀλεξανδρεὺς, siglo II) fue un atleta olímpico de la Antigüedad nacido en Alejandría.
Resultó ganador de la carrera a pie del estadio (la longitud de un estadio eran aproximadamente 192 m) durante los 224.º Juegos Olímpicos en el 117. 
Eusebio de Cesarea lo menciona en su libro Crónica como campeón olímpico.